# Rhipsalis baccifera subsp. horrida
A Rhipsalis baccifera subsp. horrida egy óvilági elterjedésű epifita kaktusz.

## Jellemzői
Szabadon elágazó, tőből és később a hajtásszegmensek végén is. Hajtásszegmensei 10–50 cm hosszúak, 5 mm átmérőjűek, általában gyengén 8 bordával tagolt, fakózöld színű. Areolái denz áttetsző sertéket hordoznak, valamint vöröses-barnás szűrszerű tövisek is fejlődnek rajta, hosszuk 5 mm, a szegmensek csúcsain csomót képeznek. Virágai max. 3-asával fejlődnek egy areolán, fehérek, méretük az alapfajéval megegyező. Areolánként 1-3 termése gömbölyded, néha a szárhoz hasonló tövises areolák fejlődnek rajta. Kromoszómaszáma: 2n=44, 88. Neoténikus forma, amely kevéssé csüngő, erősen sörtés habitusával különbözik az alapfajtól.

## Elterjedése
Madagaszkáron őshonos, epifitikus és epilitikus 1500 m tengerszint feletti magasságig.